# Skilktjärnen
Skilktjärnen är en sjö i Lycksele kommun i Lappland och ingår i Öreälvens huvudavrinningsområde. Skilktjärnen ligger i Öreälven Natura 2000-område.